# Andreas Pfaltz
Andreas Pfaltz (Basileia, 10 de maio de 1948) é um químico suíço. É professor de química da Universidade de Basileia.
Andreas Pfaltz estudou no Instituto Federal de Tecnologia de Zurique, com graduação em ciências naturais em 1972 e doutorado em 1978. Seu orientador foi Albert Eschenmoser, cujas pesquisas sobre vitamina B12 e outros anéis de corrina influenciaram suas pesquisas.
Em 2003 recebeu a Medalha e Dissertação Prelog.
É desde 2011 membro da Academia Leopoldina.

## Obras
- com Eric N. Jacobsen, Hisashi Yamamoto (Herausgeber) Comprehensive Asymmetric Catalysis, 3 Volumes, Springer Verlag 1999 (Suplemento 2004)